# Common Grounds
Common Grounds est une série de comic books créée par Troy Hickman en 2004, originellement publiée par Top Cow aux États-Unis et traduite par Delcourt en France, dans le bimestriel Top Comics.

## Synopsis
Série novatrice et intelligente, du moins comparé à l'ensemble de la production de Top Cow actuelle, elle est basée sur l'idée qu'il existe une chaîne de fast-foods, nommée Common Grounds, où peuvent se rencontrer « super-héros » et « méchants » le temps d'un café, entre deux combats.
Le tout est narré avec humour et originalité, chaque numéro comprenant une histoire (durant 10-12 pages au lieu des 22 habituelles en comics, chaque numéro en regroupant deux ou trois) dessinée par Dan Jurgens, le reste étant assuré par un ou plusieurs dessinateurs invités au nombre desquels George Perez, Carlos Pacheco, etc.

## Vie éditoriale
La série s'est arrêtée au bout de six numéros.

## Distinctions
En 2005, la série a été nommée pour le Prix Eisner de la « Meilleure histoire courte » pour Where Monsters Dine de Troy Hickman, Angel Medina et Jon Holdredge dans Common Grounds no 5, ainsi que pour la « Meilleure Anthologie ».